# Nedo Logli

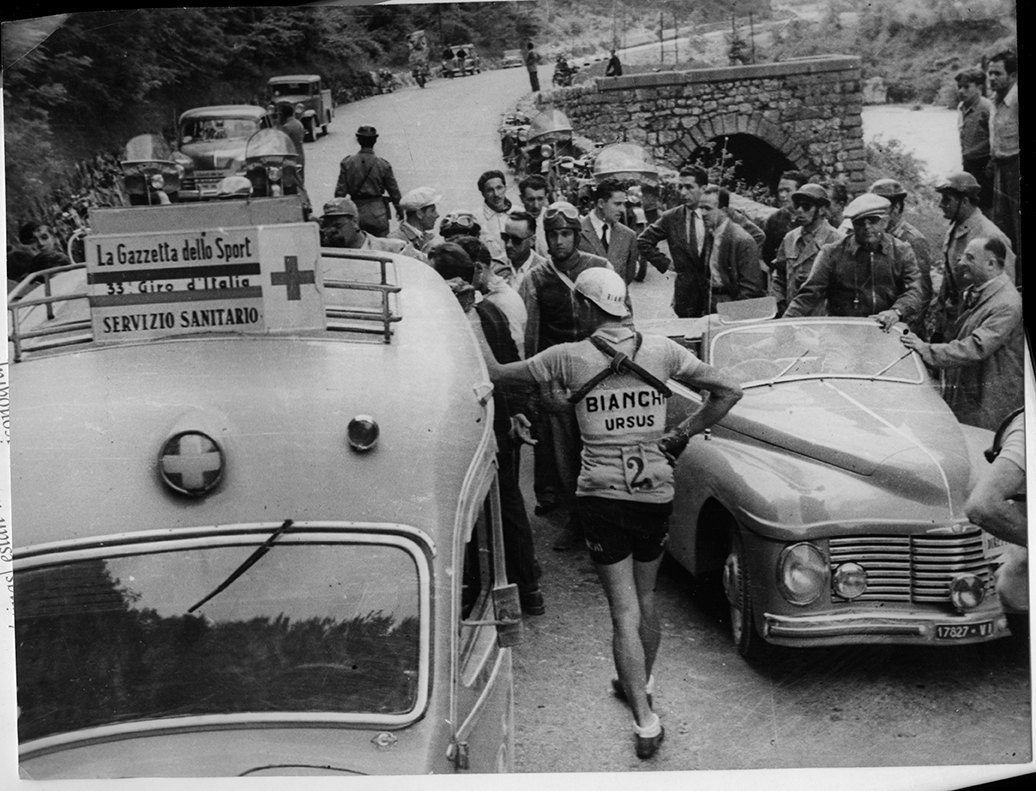
Nedo Logli en el Giro de Italia de 1951

Nedo Logli (Prato, Toscana, 23 de julio de 1923 - Carmignano, 28 de octubre de 2014) fue un ciclista italiano que fue profesional entre 1945 y 1953. Destacó como velocista. Las principales victorias como profesional fueron una etapa al Giro de Italia de 1948, lo Giro dell'Emilia del 1943 y los Tres Valles Varesinos de 1949.

## Palmarés
- 1941
  - 1º en el Giro del Casentino
- 1942
  - 1º en la Bolonia-Raticosa
  - 1º en la Coppa Giulio Burci
- 1943
  - 1º en ̟el Giro dell'Emilia
- 1946
  - Campeón de Italia en ruta independiente
  - 1º en ̟la Coppa Placci
  - 1º en ̟el Gran Premio de la Industria y el Comercio de Prato
- 1948
  - Vencedor de una etapa al Giro de Italia
- 1949
  - 1º en ̟el Tres Valles Varesinos
- 1952
  - 1º en ̟el Gran Premio Ponte Valleceppi
  - Vencedor de una etapa de la Vuelta en Argentina

### Resultados al Giro de Italia
- 1946. Abandona
- 1948. 11º de la clasificación general. Vencedor de una etapa
- 1949. 9º de la clasificación general
- 1950. Abandona
- 1951. 44.º de la clasificación general
- 1952. 50.º de la clasificación general